# پاتشیوو
پاتشیوو (به چکی: Pačejov) یک منطقهٔ مسکونی در جمهوری چک است که در ناحیه کلاتووی واقع شده‌است. پاتشیوو ۱۶٫۶۲ کیلومتر مربع مساحت و ۷۹۳ نفر جمعیت دارد و ۵۴۸ متر بالاتر از سطح دریا واقع شده‌است.